# Karlo Matković
Karlo Matković (* 30. März 2001 in Livno) ist ein kroatisch-bosnischer Basketballspieler.

## Werdegang
Matković gelang bei KK Cedevita Olimpija während der Saison 2018/19 der Sprung in den Berufsbasketball. Im April 2019 erhielt er einen Profivertrag, wurde dann aber verliehen und setzte seine Laufbahn bei den serbischen Vereinen OKK Belgrad und KK Mega Basket fort.
Im Sommer 2022 kehrte er zu KK Cedevita Olimpija zurück und wurde mit der Mannschaft 2023 sowie 2024 jeweils slowenischer Meister und Pokalsieger. In der Saison 2023/24 führte er im Eurocup die statistische Wertung Blocks pro Spiel mit 2,1 an.
Im Februar 2024 verließ er die slowenische Mannschaft und bestritt in der nordamerikanischen NBA G-League zehn Spiele für die Mannschaft Birmingham Squadron. Die New Orleans Pelicans aus der NBA nahmen ihn im Juli 2024 unter Vertrag, Matković erhielt einen Zwei-Wege-Vertrag.

### Nationalmannschaft
Matković wurde im Herrenbereich kroatischer Nationalspieler, nachdem er noch in der U18 für die Auswahlmannschaft Bosniens und Herzegowinas gespielt hatte.